# Christian Lépine
Christian Lépine (n. Montreal, Canadá, 18 de septiembre de 1951) es un arzobispo católico y teólogo canadiense. Ordenado sacerdote en 1983. Tras varios años ejerciendo su ministerio fue nombrado en 2011 como Obispo Auxiliar de Montreal y Titular de la Diócesis de Zabi.
Actualmente desde abril de 2012 es el nuevo Arzobispo de Montreal.

## Primeros años
Nacido en la ciudad de Montreal el día 18 de septiembre de 1951.
Antes de asistir de ingresar en el seminario diocesano, estuvo estudiando en la Royal Military College Saint-Jean de Saint-Jean-sur-Richelieu (Quebec) y en la Escuela Politécnica de Montreal.
Fue ordenado sacerdote el 7 de septiembre de 1983, por el entonces Cardenal-Arzobispo Metropolitano "monseñor" Paul Grégoire.
También estudió Teología en la Universidad de Montreal y desde 1986 a 1998 fue alumno de la Pontificia Universidad Gregoriana de Roma (Italia), en la cual obtuvo una Licenciatura en Teología dogmática.
Allí en Italia, también se desempeñó durante unos años como secretario personal del cardenal canadiense "monseñor" Jean-Claude Turcotte, durante la época que este trabajó para la Secretaría de Estado y la Congregación para el Culto Divino y la Disciplina de los Sacramentos de la Santa Sede.
Cuando regresó a Canadá, desde 2001 a 2006 fue miembro del personal de formación del Seminario Mayor de Montreal y seguidamente fue Pastor en Notre-Dame-des-Champs y en Purification-de-la-Vierge-Marie-Bienheureuse.
Durante el otoño de 2009 su parroquia de Notre-Dame-des-Champs, se convirtió en el epicentro de una controversia después de que los medios de comunicación hicieran eco que él fue anfitrión de unas sesiones para los padres sobre cómo inculcar una identidad sexual integrada en sus hijos. Cuando se hizo famosa la noticia tuvo que cancelar las dos últimas sesiones, después de que los activistas homosexuales afirmaron que iban a protestar.

## Ministerio apostólico

### Obispo Auxiliar de Montreal (Canadá)
El 11 de julio de 2011, el Papa Benedicto XVI le nombró como Obispo auxiliar de la Arquidiócesis de Montreal y como Obispo titular de la antigua sede de Zabi.
Recibió la consagración episcopal el 10 de septiembre a manos de "monseñor" Jean-Claude Turcotte del que fue secretario y como co-consagrantes tuvo al Obispo de Saint-Jean-sur-Richelieu "monseñor" Lionel Gendron y al Obispo de Nicolet "monseñor" André Gazaille.
Además de elegir su escudo, se puso como lema la frase: "Si Scires Donum Dei" (en latín).

### Arzobispo de Montreal
El 20 de marzo de 2012, el Papa Benedicto XVI lo nombró X Arzobispo Metropolitano de la Arquidiócesis de Montreal, en sucesión del Emmo. Sr. Cardenal Jean-Claude Turcotte que se retiró tras alcanzar la edad de jubilación canónica.
Tomó posesión oficial de esta sede en el Colegio de Consultores de la arquidiócesis y se instaló públicamente el día 27 de abril, durante una eucaristía que tuvo lugar en la basílica-catedral metropolitana.